# غونسالو سانتوس
غونسالو سانتوس هو لاعب كرة قدم برتغالي في مركز الوسط، ولد في 15 نوفمبر 1986 في لاميغو في البرتغال. لعب مع أكاديميكا كويمبرا وإشتوريل برايا وديبورتيفو داس أيفيس ودينامو زغرب ونادي سانتا كلارا.

## وصلات خارجية
- غونسالو سانتوس على موقع قاعدة بيانات كرة القدم.إي يو (الإنجليزية)
- غونسالو سانتوس على موقع Soccerway.com (الإنجليزية)
- غونسالو سانتوس على موقع AS.com (الإسبانية)